# Velika loža Islandije
Velika loža Islandije je prostozidarska velika loža na Islandiji, ki je bila ustanovljena 23. junija 1951.
Združuje 14 lož, ki imajo skupaj 2.857 članov.